# クラスノホロードカ
クラスノホロードカ（ウクライナ語：Красногоро́дка；意訳：「美畠」）は、ウクライナのキーウ州ビーラ・ツェールクヴァ地区にある村。チークィチ川河岸に位置する。面積は約0.4km2（2005年）。人口は129人（2005年）。
2020年7月まではボフスラーウ地区に属していたが、ウクライナ最高議会による地方自治体の行政区画改革によってボフスラーウ地区が廃止されたことに伴い、クラスノホロードカはビーラ・ツェールクヴァ地区へ編入された。